# Myrtle Springs
Myrtle Springs es un lugar designado por el censo ubicado en el condado de Van Zandt en el estado estadounidense de Texas. En el Censo de 2010 tenía una población de 828 habitantes y una densidad poblacional de 43,37 personas por km².

## Geografía
Myrtle Springs se encuentra ubicado en las coordenadas 32°37′27″N 95°56′11″O / 32.62417, -95.93639. Según la Oficina del Censo de los Estados Unidos, Myrtle Springs tiene una superficie total de 19.09 km², de la cual 18.93 km² corresponden a tierra firme y (0.85%) 0.16 km² es agua.

## Demografía
Según el censo de 2010, había 828 personas residiendo en Myrtle Springs. La densidad de población era de 43,37 hab./km². De los 828 habitantes, Myrtle Springs estaba compuesto por el 90.94% blancos, el 1.57% eran afroamericanos, el 1.21% eran amerindios, el 0.36% eran asiáticos, el 0.48% eran isleños del Pacífico, el 3.74% eran de otras razas y el 1.69% pertenecían a dos o más razas. Del total de la población el 7.61% eran hispanos o latinos de cualquier raza.